# Margó királyné (film, 1994)
A Margó királyné egy 1994-ben forgatott 162 perces, kosztümös, francia történelmi filmdráma (franciául La Reine Margot), olyan ismert színészek közreműködésével, mint Isabelle Adjani, Daniel Auteuil, Virna Lisi és Vincent Pérez. Rendezője Patrice Chéreau, a film pedig id. Alexandre Dumas 1845-ben írt, történelmi témájú regénye alapján készült, amely a filmmel azonos címet visel. A forgatókönyv Patrice Chéreau és Danièle Thompson műve, a filmzenét pedig Goran Bregović szerezte.

## A film cselekménye
|  | Alább a cselekmény részletei következnek! |

A filmbeli történet szerint Valois Margit francia királyi hercegnő, az elvakult katolikus anyakirályné, Medici Katalin leánya politikai és vallási okokból, anyja szorgalmazására kénytelen nőül menni a protestáns hitű, eretneknek tekintett Bourbon-Navarrai Henrikhez, Navarra királyához, hogy elsimítsa a két ellentétes oldal kibékíthetetlennek látszó ellentéteit, mely már hosszú ideje Franciaország vallási megosztottságát eredményezte. Akkoriban Franciaország trónján Margit egyik fivére, a neurotikus és hipochonder IX. Károly ült, aki gyűlölte és kegyetlenül üldözte az országában élő hugenottákat. Az irántuk való mélységes utálata okozta a Margit esküvőjének napján (1572. augusztus 18.) kirobbantott, előre megszervezett szörnyű öldöklést, az ún. Szent Bertalan-éjszakát, amelynek során a katolikus párt tagjai legyilkoltak több ezer párizsi hugenottát. 
Margit hercegnő, aki nem szerelmi házasságot kötött Henrikkel, szenvedélyes intim viszonyt kezd egy épphogy Párizsba érkezett, jóképű és bátor hugenotta ifjúval, egy La Môle nevű katonával, aki szerencsésen – bár súlyosan megsebesülve – túlélte a mészárlást. Eközben Medici Katalin jóslatot kap, mely szerint fiai – a Valois-ház királyai – egymás után meghalnak, és Franciaország királyságát végül Navarrai Henrik fogja örökölni. Az intrikus és ravasz, hidegvérű anyakirályné azt tervezi, hogy újdonsült vejével kötött egyezségét felrúgva, bérgyilkosokat küld Henrikre, ezek kudarca után pedig méreggel próbálja meggyilkolni Henriket, hogy özvegységre jutó leánya megörökölje néhai férje, Bourbon Henrik királyságát, Navarra területét is, hozzácsatolva azt Franciaországhoz. Tervében kisebbik fia, Anjou hercege is segédkezik neki, aki bátyja koronájára áhítozik. Céljuk elérése érdekében Katalin és Anjou egy méregkeverő segítségével arzénnal átitatott könyvet ajándékoznak Henriknek, hogy azt lapozgatva, ujjain keresztül a halálos vegyület, bejutva a véráramba, végezzen Navarra királyával. 
Tervük azonban megbukik, mivel a mérgezett kötet sajnálatos módon nem Henrik, hanem előbb IX. Károly kezébe kerül, aki hosszú és kínszenvedéssel teli agonizálás után végül meghal, de még halála előtt figyelmezteti Navarrai Henriket: azonnal meneküljön Navarrába, mert az anyja által ráküldött bérgyilkosok már várnak rá. Károly a húgát, Margitot azonban nem engedi elutazni, Henrik csak egyedül menekülhet. Navarrába visszatérve Henrik nyilvánosan megtagadja a kényszer hatására tett áttérését a katolicizmusra és visszatér a protestantizmusra. La Môle-t, Margit titkos szeretőjét visszaküldi Párizsba, hogy vegye rá a hercegnőt, menjen vele Navarrába. Guise herceg, az elkötelezett katolikus megneszeli tervüket. La Môle-t kísérőjével együtt Párizsban elfogatja, a Bastille-ba záratja és Margit tiltakozása ellenére, árulás vádjával mindkettőjüket lefejezteti. A történet azzal ér véget, hogy IX. Károly halálával annak öccse, Anjou hercege kerül a trónra, III. Henrik néven. Margit hercegnő titokban Navarrába szökik, de indulás előtt felkeresi a hóhért, megvásárolja tőle La Môle levágott fejét, és magával viszi Navarrába. 
|  | Itt a vége a cselekmény részletezésének! |